# Sphaeriestes nigrocyaneus
Sphaeriestes nigrocyaneus is een keversoort uit de familie platsnuitkevers (Salpingidae). De wetenschappelijke naam van de soort werd in 1924 gepubliceerd door George Charles Champion.